# Karl Wilhelm Ferdinand

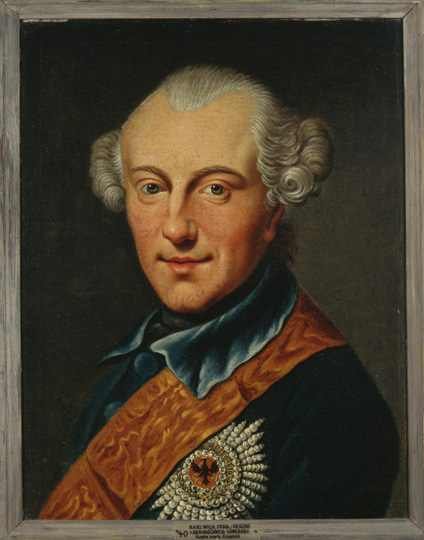
Herzog Karl Wilhelm Ferdinand von Braunschweig-Lüneburg im Uniformrock mit den Ordenszeichen des preußischen Schwarzen Adlerordens, Kopie nach Ziesenis, um 1780, Gleimhaus Halberstadt.
Karl Wilhelm Ferdinands Unterschrift:

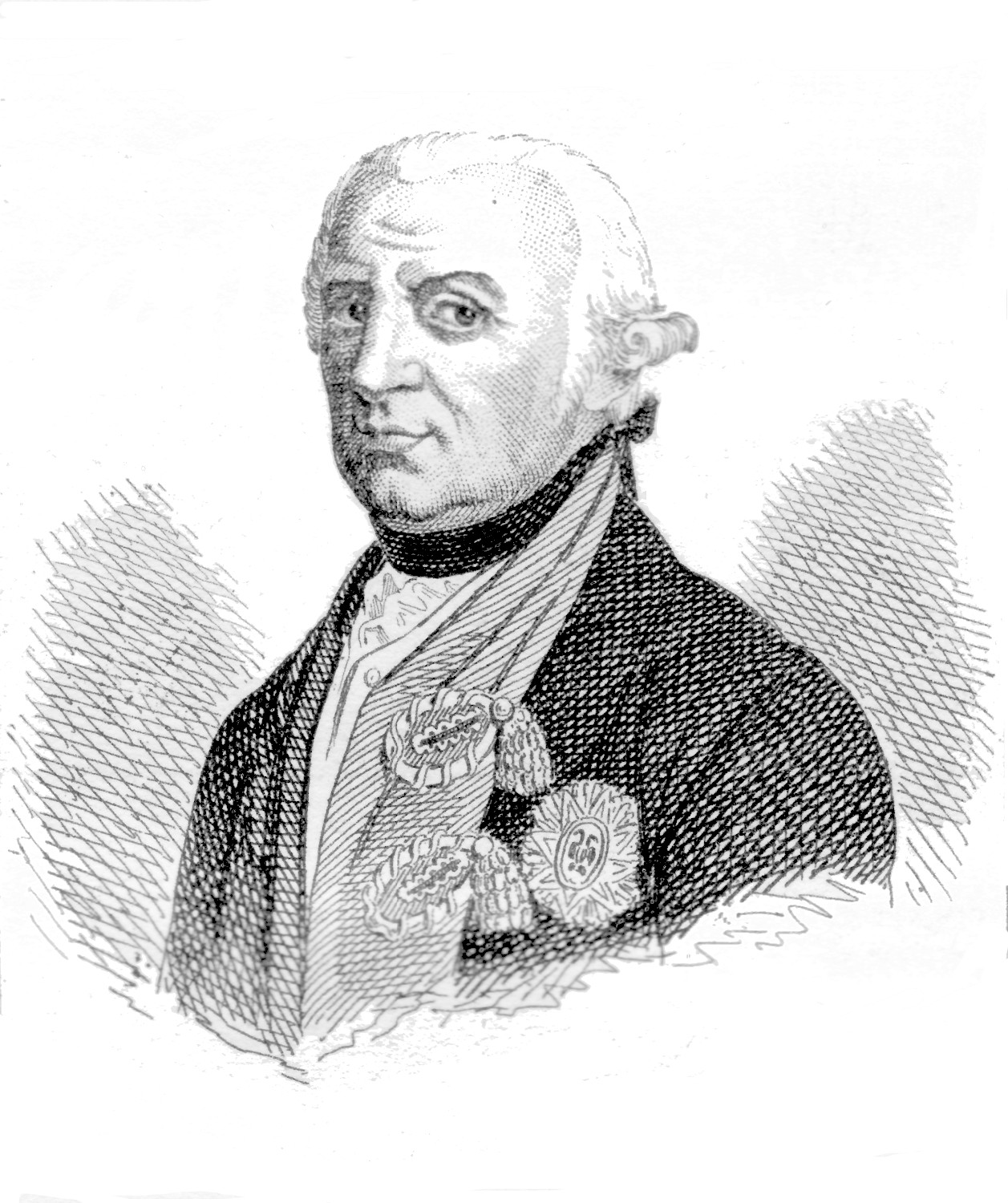
Karl Wilhelm Ferdinand von Braunschweig

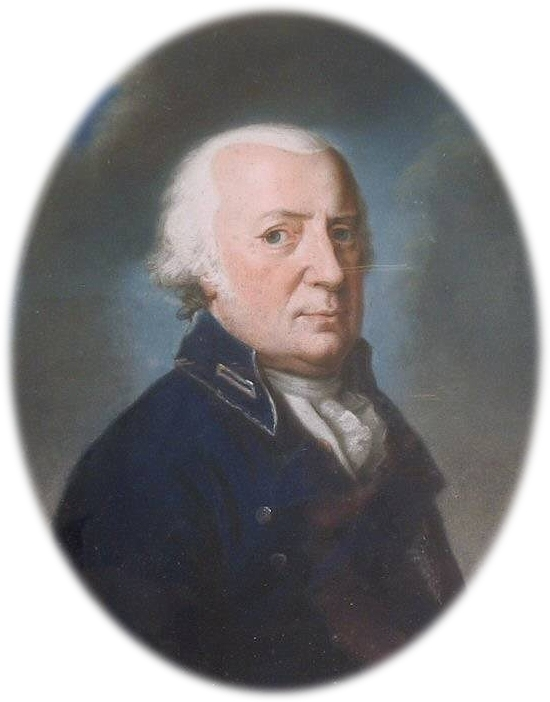
Karl Wilhelm Ferdinand, Reproduktion eines Gemäldes von Johann Heinrich Schröder

Karl Wilhelm Ferdinand von Braunschweig-Wolfenbüttel (auch Carl Wilhelm Ferdinand; * 9. Oktober 1735 in Wolfenbüttel; † 10. November 1806 in Ottensen bei Hamburg) war ein deutscher Fürst, ererbter Herzog zu Braunschweig und Lüneburg und ab 26. März 1780 Landesherr im Teilfürstentum Braunschweig-Wolfenbüttel.
Karl Wilhelm Ferdinand stand als Feldmarschall in preußischen Diensten. Im Ersten Koalitionskrieg hatte er 1792–1794 den Oberbefehl über die alliierte Armee inne. In Erinnerung blieb er dabei vor allem durch das Manifest des Herzogs von Braunschweig vom 25. Juli 1792, das die revolutionären Franzosen einschüchtern sollte, jedoch das Gegenteil erreichte und den Tuileriensturm auslöste. An der Spitze der preußischen Armee erlitt er am 14. Oktober 1806 in der Schlacht bei Auerstedt eine schwere Verwundung, der er rund vier Wochen später erlag.
Als Sohn und Nachfolger von Karl I. (1713–1780) wird Karl Wilhelm Ferdinand in manchen späteren Quellen fälschlich als Karl II. bzw. Karl II. Wilhelm Ferdinand geführt. In diesem Falle sollte er nicht mit seinem Enkel Herzog Karl II. von Braunschweig (1804–1873) verwechselt werden, dem Oberhaupt des Herzogtums Braunschweig, Nachfolgestaat des Fürstentums Braunschweig-Wolfenbüttel.

## Leben
Karl Wilhelm Ferdinand war der Sohn des Herzogs Karl I. von Braunschweig-Wolfenbüttel und Philippine Charlotte von Preußen, einer Schwester von König Friedrich II. von Preußen. Inmitten seiner 13 Geschwister aufwachsend, erhielt er als Erbprinz des Fürstentums eine angemessene Erziehung durch den Theologen Johann Friedrich Wilhelm Jerusalem.
Aufgrund der engen verwandtschaftlichen Beziehungen zum preußischen Königshaus und eines Subsidienvertrages, in dem das Fürstentum Braunschweig-Wolfenbüttel Truppen an Preußen zur Verfügung stellte, kämpfte der junge Karl Wilhelm Ferdinand während des Siebenjährigen Krieges in den Schlachten von Hastenbeck, Minden und Warburg auf alliierter Seite gegen Frankreich. Es kam sogar zu einem heftigen Konflikt zwischen ihm und seinem Vater, der ihn aufforderte, das Heer zu verlassen. Von seinen Onkeln Ludwig und Ferdinand wurde er gerade mit gegenteiligen Anfeuerungen überschüttet. Aus seinem Dilemma erlöst wurde der unglückliche Erbprinz schließlich von König Friedrich, der Herzog Karl mit sanfter Gewalt wieder der norddeutschen Koalition zuführte.
Am 16. Januar 1764 heiratete Karl Wilhelm Ferdinand die älteste Schwester des Königs Georg III. von Großbritannien, Prinzessin Augusta von Hannover. Das Verhältnis der Ehegatten war konventionell und wahrte die höfischen Formen. Die Ehen der Töchter Auguste Caroline und Caroline Amalie scheiterten, und von seinen vier Söhnen war nur der jüngste, Friedrich Wilhelm, körperlich und geistig gesund genug, um die Nachfolge des Vaters im Jahre 1806 anzutreten. Auf einer Reise nach Italien lernte Herzog Karl Wilhelm Ferdinand 1766 seine langjährige Mätresse Maria Antonia von Branconi († 7. Juli 1793) kennen. Aus dieser Beziehung entspross ein Sohn, Karl Anton Ferdinand Graf von Forstenburg.
Im Jahr 1777 trennte er sich von Maria Antonia von Branconi und ersetzte sie durch Luise von Hertefeld. Mit dieser Mätresse lebte er nahezu 30 Jahre glücklich (und getrennt von seiner eigenen Frau) zusammen. Seine Tochter Karoline bezeichnete Luise von Hertefeld als „das schönste und geistreichste Geschöpf bei Hof“.
1780 trat Karl Wilhelm Ferdinand die Nachfolge seines Vaters als Fürst von Braunschweig-Wolfenbüttel an. Seine Regierung war anfangs geschickt geführt. Erfolgreiche Reformen ließen das kleine Fürstentum Braunschweig aufblühen. Unter dem Einfluss von Abt Jerusalem und dem Pädagogen Joachim Heinrich Campe war der Herzog ein echter aufgeklärter Fürst, der auch die Kunst förderte, z. B. den Sänger Karl Melchior Jakob Moltke. Auch Gotthold Ephraim Lessing, Bibliothekar an der Wolfenbütteler Herzog August Bibliothek, half Karl Wilhelm Ferdinand im Winter 1780/1781, als konservative Reichsstände gegen ihn Zensurmaßnahmen wegen des Fragmentenstreits ergreifen wollten.
Seine größte Leidenschaft aber blieb das Militär. 1773 übernahm er das vormalige Regiment „Schwerin zu Fuß“ in Halberstadt. Im Jahre 1787 wurde Karl Wilhelm Ferdinand zum preußischen Feldmarschall ernannt. Im Sommer 1787 rückte er mit einem Heer nach Wesel, und im September besetzte er Holland, als der Statthalter Wilhelm V. und seine Frau Wilhelmina in Schwierigkeiten geraten waren und seit einem Jahr ein Bürgerkrieg drohte. Seine Widersacher, die Patriotten, flüchteten nach Amsterdam. Der Herzog beschloss, das stark verteidigte Utrecht zu umgehen  und sich direkt auf Holland zu konzentrieren. Er bereitete einen Angriff auf Amsterdam von der Nordseite vor. Die Stadt ergab sich nach drei Wochen, am 10. Oktober. Wahrscheinlich wurde aus diesem Grund nachher in Berlin das Brandenburger Tor errichtet, dies im Auftrag von König Friedrich Wilhelm II., der seiner Schwester mit einer Armee von 26.000 Mann zu Hilfe kam.
Während des ersten Koalitionskrieges erhielt er den Oberbefehl über die preußischen und österreichischen Truppen, die die französische Revolutionsarmee besiegen sollten. Mit dem ungeschickt formulierten Manifest des Herzogs von Braunschweig vom 25. Juli 1792, das die Bombardierung von Paris ankündigte, sollte die königliche Familie verletzt werden, provozierte er den Tuileriensturm und trug damit zum Ende der Monarchie in Frankreich bei. Das Vorhaben scheiterte mit der Kanonade von Valmy. Er siegte 1793 in der Schlacht bei Kaiserslautern. Der Herzog legte 1794 den Oberbefehl nieder.
Im Jahr 1796 führte er das Observationskorps an der Weser, das preußischerseits die im Basler Frieden festgelegte Demarkationslinie sichern sollte. Während des dritten Koalitionskrieges erhielt Braunschweig im Oktober 1805 den Oberbefehl über die in Preußen und Schlesien zusammengezogenen Truppen. Von Januar bis März 1806 sandte ihn König Friedrich Wilhelm III. in diplomatischer Mission an den Sankt Petersburger Hof, um das durch den Vertrag von Schönbrunn getrübte Einvernehmen mit Russland wiederherzustellen.
Im Zuge des Vierten Koalitionskrieges betraute Friedrich Wilhelm III. im Sommer 1806 Karl Wilhelm Ferdinand mit dem Oberbefehl über die preußische Hauptarmee. Für ihn und in der Öffentlichkeit galt er durch ein hymnisches Lob Friedrichs des Großen als größter preußischer Feldherr des ausgehenden 18. Jahrhunderts; andere monierten seine im Alter noch zunehmende Unentschlossenheit. Karl Wilhelm Ferdinand selbst hatte sich zunächst widersetzt, weil ihn mit dem Tod Luise von Hertefelds ein schwerer Schicksalsschlag ereilt hatte.

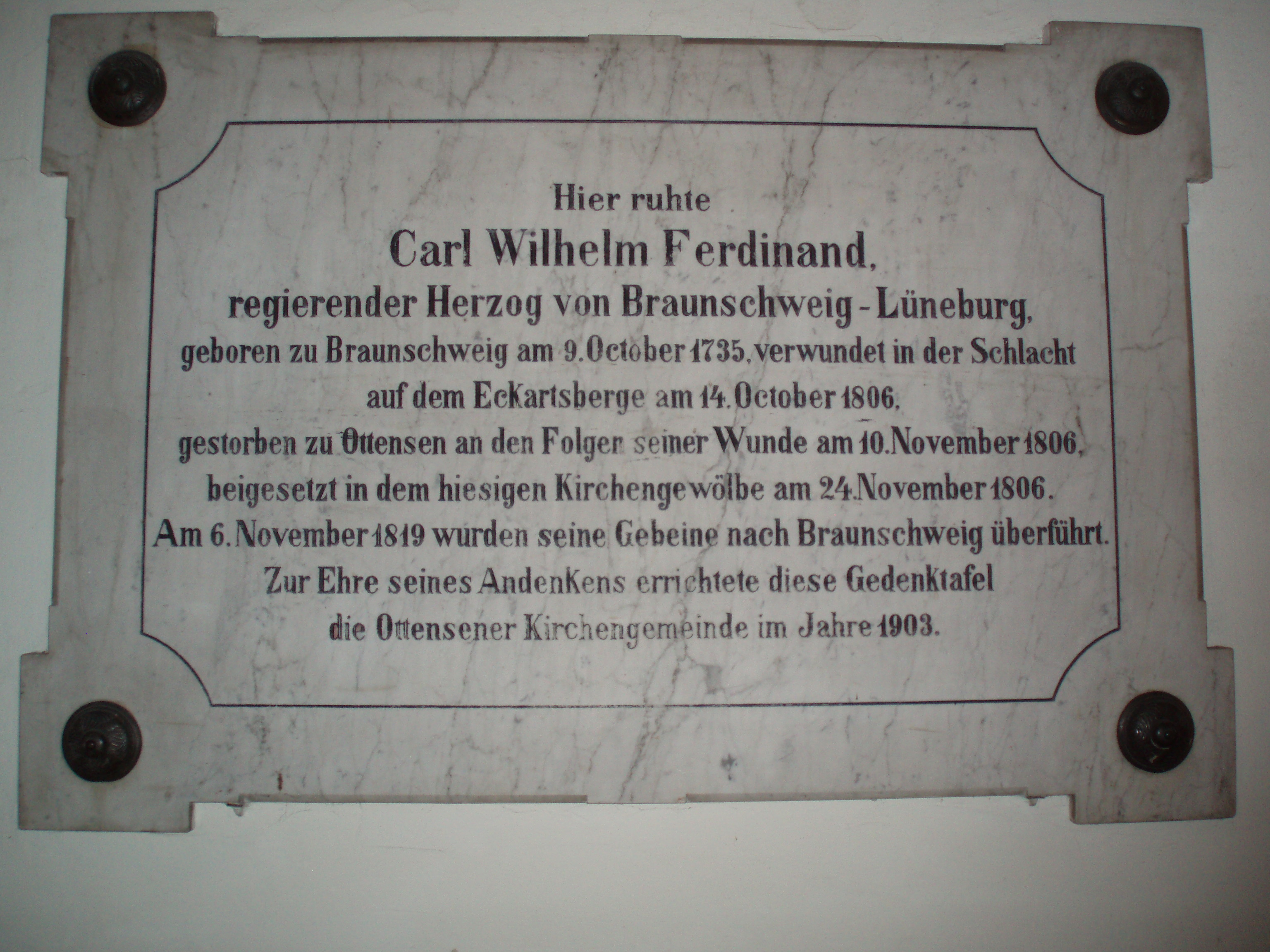
Marmortafel in der Turmhalle der Christianskirche

Zu Beginn der Schlacht bei Auerstedt am 14. Oktober 1806 zerschmetterte ihm eine von der Seite kommende Gewehrkugel beide Augen. Der Verlust des Oberkommandierenden trug wesentlich zur preußischen Niederlage bei. Auf einer Bahre erreichte Karl Wilhelm Ferdinand am 20. Oktober Braunschweig. Unter Verzicht der durch eine Sehschwäche behinderten älteren Söhne bestimmte er den jüngsten Friedrich Wilhelm von Oels zum Thronfolger. In einer Nachricht an Napoleon bat er für sein neutrales Land um Schonung und für sich selbst darum, in Ruhe sterben zu dürfen. Da Napoleon dies ablehnte, verließ er Braunschweig am 25. Oktober wieder und erreichte – über Celle und Harburg – Altona und damit neutrales dänisches Gebiet. Im Gasthaus Am Felde 5 in Ottensen nahm er Quartier. Es war ihm vergönnt, dort von seiner Frau, seiner Schwester und den beiden ältesten Söhnen Abschied zu nehmen, bevor er am 10. November 1806 im Alter von 71 Jahren den Folgen seiner Verwundung erlag. Zunächst in der Christianskirche in Ottensen bestattet, fand er seine letzte Ruhestätte 1819 in der Krypta des Braunschweiger Doms.

## Nachkommen
Karl Wilhelm Ferdinand heiratete 1764 Prinzessin Augusta von Hannover (1737–1813), Tochter von Friedrich Ludwig von Hannover, Fürst (prince) von Wales.
- Auguste Karoline Friederike Luise (1764–1788) ⚭ 1780 Friedrich II., Herzog von Württemberg
- Karl Georg August (1766–1806) ⚭ 1790 Friederike Luise Wilhelmine von Oranien-Nassau (1770–1819)
- Caroline Amalie (1768–1821) ⚭ 1795 Georg IV., König von Großbritannien
- Georg (1769–1811)
- August (1770–1822), Komtur zu Süpplingenburg
- Friedrich Wilhelm (1771–1815) ⚭ 1802 Marie von Baden (1782–1808)
- Amelie Karoline Dorothea Luise (1772–1773)

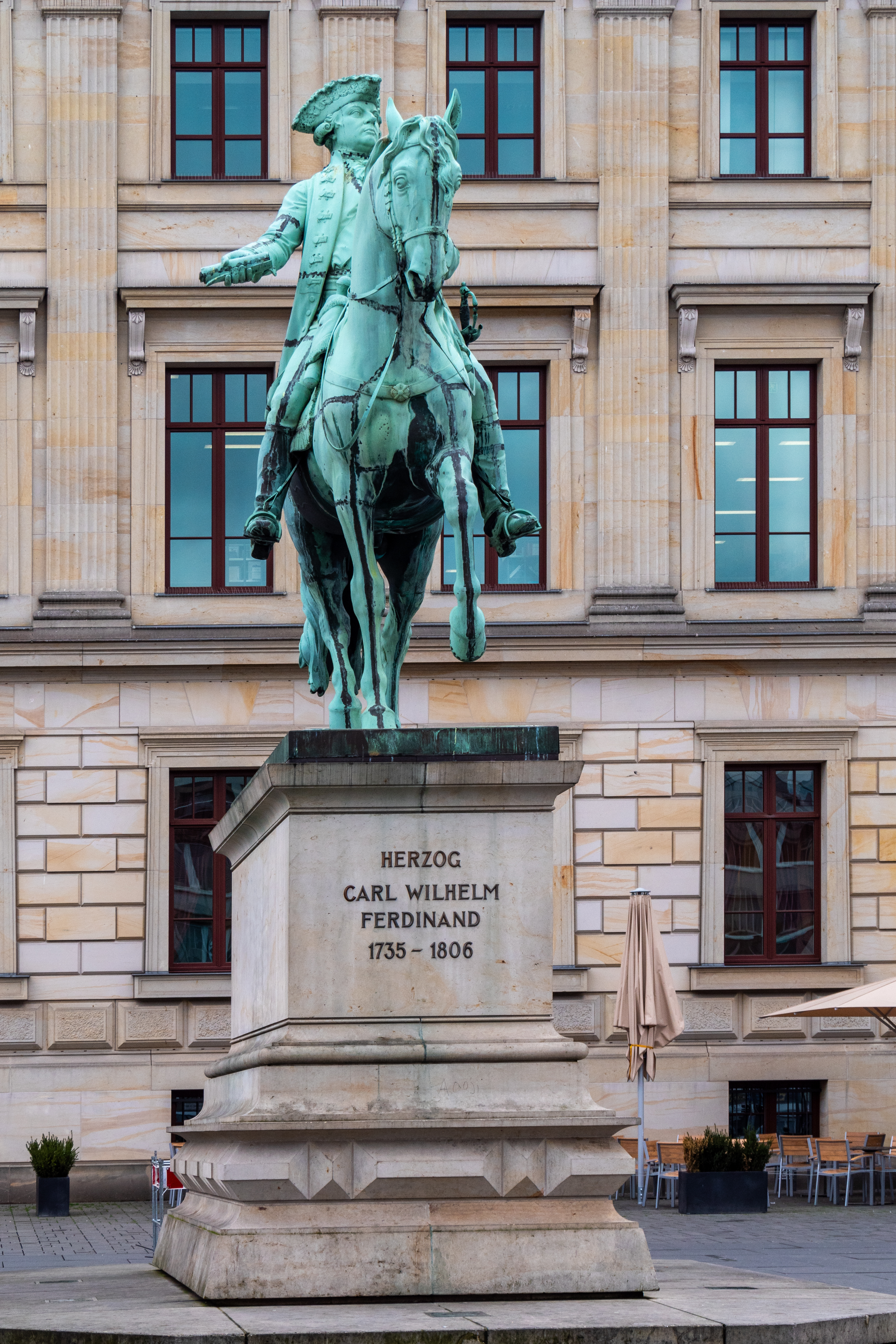
Reiterstandbild vor dem Braunschweiger Schloss

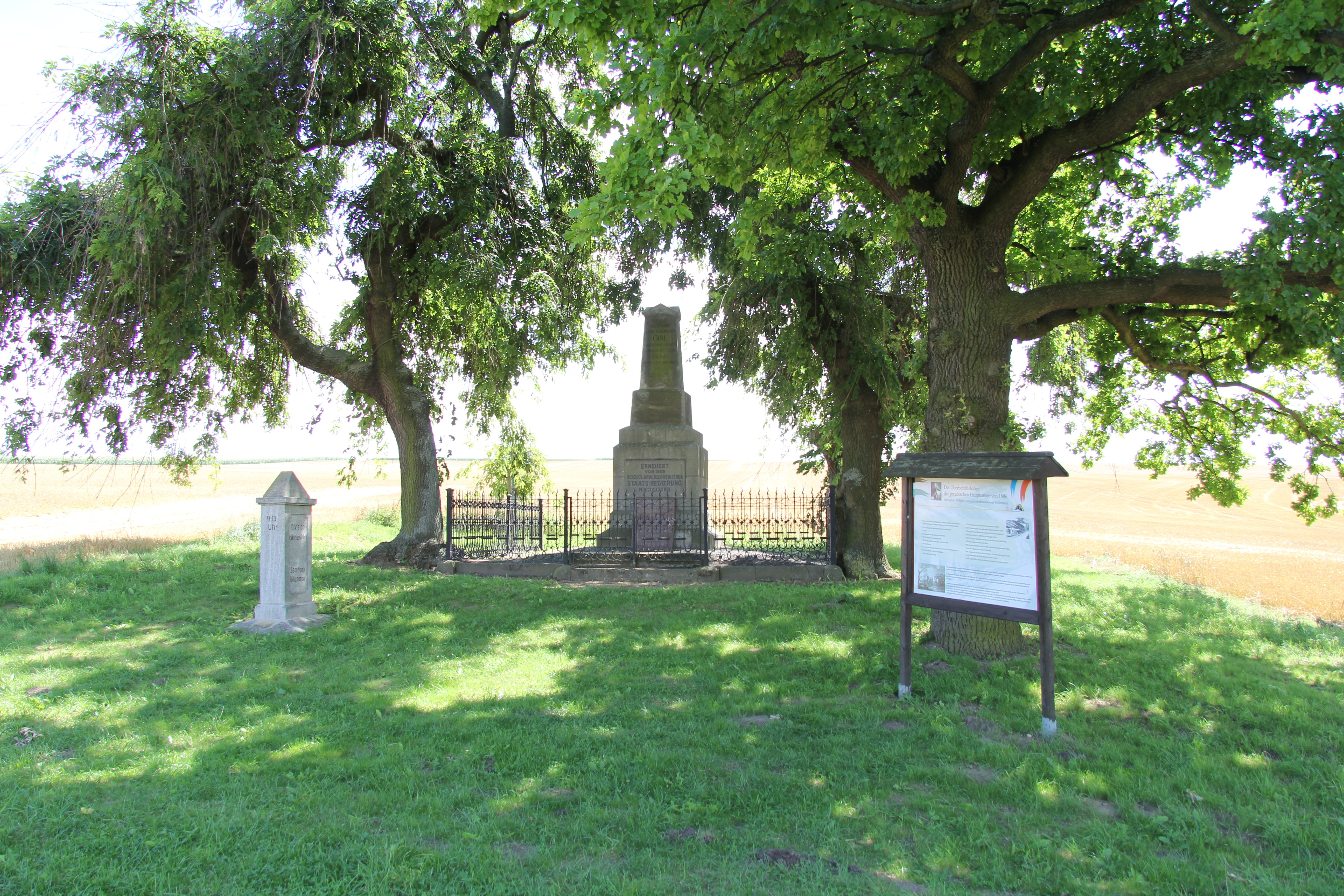
Denkmal bei Hassenhausen

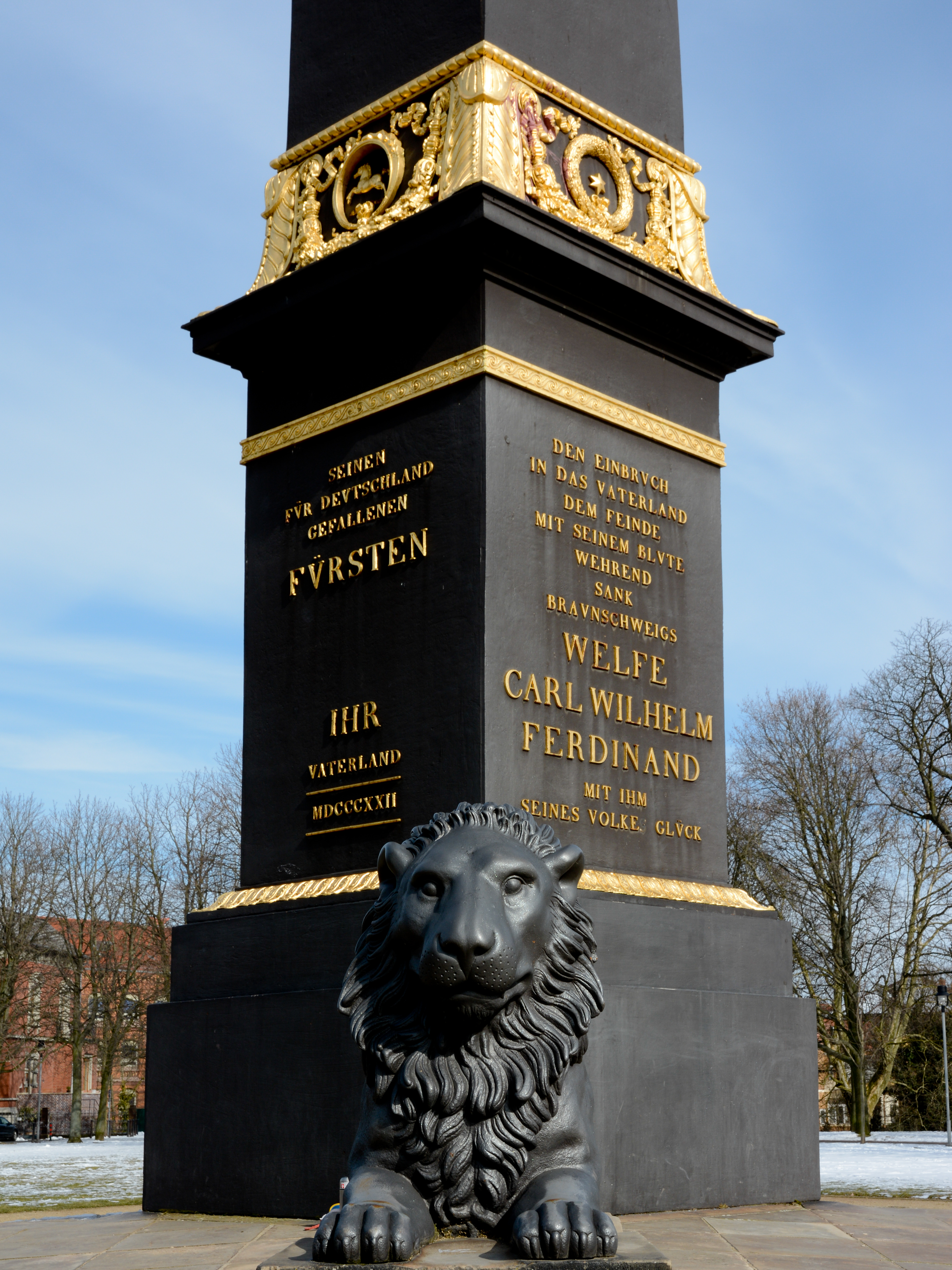
Inschrift am Obelisken auf dem Löwenwall

Aus einer seit 1766 bestehenden außerehelichen Beziehung mit Maria Antonia von Branconi entstammte Karl Anton Ferdinand (1767–1794), 1773 geadelt als Graf von Forstenburg. Einen weiteren Sohn, den Pädagogen Johann Jakob Theodor Schacht (1786–1870), hatte er mit Elisabeth Philippine Hagemann (1746–1809).

## Standbilder und Denkmale
- Reiterstandbild vor dem Braunschweiger Schloss, enthüllt am 10. November 1874, entworfen von Franz Pönninger und ausgeführt von Georg Ferdinand Howaldt
- Hassenhausen bei Bad Kösen (Burgenlandkreis/Sachsen-Anhalt): Denkmal am Ort der Verwundung während der Schlacht bei Auerstädt am 14. Oktober 1806, errichtet im April 1808 auf dem Friedhof von Taugwitz, umgesetzt 1815 an die Straßen zwischen Taugwitz und Hassenhausen.
- Auf dem Löwenwall in Braunschweig erinnert der Obelisk auf dem Löwenwall an ihn und seinen Sohn Friedrich Wilhelm